# Scooby-Doo and the Legend of the Vampire
Scooby-Doo and the Legend of the Vampire is een Amerikaanse animatiefilm, de vijfde film in een reeks direct-naar-video-films gebaseerd op de serie Scooby-Doo. De film kwam uit op 4 maart 2003 en werd geproduceerd door Warner Bros. Animation en Hanna-Barbera Cartoons.

## Verhaal
De film speelt zich af in Australië bij Vampire Rock, een rotsformatie in de vorm van een vampierhoofd. In het gebied rond deze rotsformatie doet zich de legende voor van de Yowie Yahoo, een vampier.
Bij de rots wordt het "Vampire Rock Music Festival" gehouden, een wedstrijd voor bands. Sommigen zijn ervan overtuigd dat het feest niet bij de rots moet worden gehouden omdat dit de Yowie Yahoo kwaad zou maken. Een van deze mensen is Malcolm Illiwara. Het probleem is alleen dat zijn kleinzoon, Daniel, de manager is van het festival. Op een avond, terwijl Malcolm en zijn zoon naar een artiest genaamd Matt Marvelous kijken, verschijnen de Yowie Yahoo en drie van zijn vampierhandlangers. Ze ontvoeren Matt.
Ondertussen arriveren Scooby-Doo en Mystery Inc. in Australië voor een vakantie. Ze besluiten naar het muziekfestival te gaan. Bij het festival ontmoetten ze ook de Hex Girls, een gothic rockband die ze al eerder hadden ontmoet in de film Scooby-Doo and the Witch's Ghost. Zij zijn de openingsact. De groep ontmoet ook Malcolm, Daniel en Daniels zakenpartner Russell. Volgens Daniel zijn de meeste artiesten vertrokken uit angst voor de vampieren. Daniel vertelt het team tevens een verhaal over een muziekband genaamd Wildwind. Deze band deed vorig jaar mee aan het festival, maar werd ondanks hun geweldige optreden slechts derde. Die nacht kampeerde de band bij Vampire Rock, en nadien is er niets meer van ze vernomen. De band bestond uit drie leden: Dark Skull, Stormy Weather en Lightning Strikes. Volgens een verhaal dat al sinds hun verdwijning de ronde doet zouden ze zijn veranderd in vampieren door de Yowie Yahoo.
Fred besluit dat Mystery Inc. deze zaak moet onderzoeken. Om niet al te veel op te vallen zullen ze zich voordoen als een band die deelneemt aan het festival. Russell is sceptisch, maar Daniel vindt het een goed idee. De Hex Girls helpen het team om er als echte rocksterren uit te zien. Terwijl de groep aan het oefenen is arriveert een golfwagentje met daarin Jasper Ridgeway, een opgeblazen manager, en zijn band, de Bad Omens. Ze bekritiseren Mystery Inc. en eisen dat ze het podium verlaten zodat Bad Omens kan oefenen.
De groep ontdekt al snel dat Ridgeway ooit de manager was van Wildwind. De groep begint Ridgeway er al snel van te verdenken dat het hele vampiergedoe zijn werk is, en dat hij dit doet om de concurrentie uit te schakelen. Fred, Velma en Daphne ontdekken in Ridgeway’s trailer een hoop oude spullen van Wildwind. Ondertussen worden Scooby en Shaggy achtervolgd door de drie vampieren, maar ze weten hen af te schudden. Wel zien ze hoe de Yowie Yahoo en de vampieren de Bad Omens gevangennemen. Het lijkt Ridgeway niet al te veel te doen dat zijn band ontvoerd is.
Die nacht arriveert een nieuwe band genaamd Two Skinny Dudes. Ze beweren de nacht te hebben doorgebracht op Vampire Rock, maar niets verdachts te hebben gezien. Ridgeway vergeet Bad Omen en vraagt Two Skinny Dudes of ze zijn nieuwe band willen worden. Dit wekt nog meer de achterdocht van Mystery Inc. Na wat advies over vampieren te hebben gekregen van Malcolm bezoekt het team het festival. Daar zien ze hoe de Hex Girls worden ontvoerd door de vampieren.
Ondanks de waarschuwingen van Malcolm besluit Mystery Inc. toch de rots te onderzoeken. In een grot in de rots vindt het team een hoop special effects-apparatuur. Ze lopen er echter ook de vampieren tegen het lijf. Het team weet de vampieren bezig te houden tot de zon opkomt. Het zonlicht vernietigt de Yowie Yahoo, maar deert de andere drie vampieren niet.
Uiteindelijk slaagt het team erin de vampieren te vangen met behulp van Daniel en Ridgeway. Met wat water wordt de make-up van de gezichten van de vampieren gewassen, en blijken het in werkelijkheid Russell en de Two Skinny Dudes te zijn. De verbazing van Daniel en Ridgeway wordt nog groter wanneer Mystery Inc. Russell en de Two Skinny Dudes ontmaskert, en het de vermiste leden van Wildwind blijken te zijn. Ze verklaren hoe ze na de nederlaag van vorig jaar hun carrière wilden proberen te redden door te doen alsof ze waren omgekomen. Ze gebruikten special effects om de Yowie Yahoo te creëren. De ontvoerde bandleden zijn allemaal in orde. Wildwind kocht hen na de ontvoering om met gratis duiklessen op de Caraïben. Alleen de Hex Girls weigerden dit, dus lieten ze hen achter in de woestijn. De Hex Girls werden echter gevonden door Malcolm en mankeren niets.
Wildwind wordt gearresteerd. Daniel vertelt Mystery Inc. dat hun band als enige over is, en dus automatisch heeft gewonnen.

## Rolverdeling
| Acteur                   | Personage                                     |
| ------------------------ | --------------------------------------------- |
| Frank Welker             | Scooby-Doo/Fred                               |
| Casey Kasem              | Shaggy                                        |
| Nicole Jaffe             | Velma                                         |
| Heather North            | Daphne                                        |
| Phil LaMarr              | Daniel Illiwara                               |
| Jeff Bennett             | Jasper Ridgeway                               |
| Kevin Michael Richardson | Malcolm Illiwara                              |
| Jennifer Hale            | Thorn                                         |
| Jane Wiedlin             | Dusk                                          |
| Kimberly Brooks          | Luna                                          |
| Michael Neill            | Russell/Dark Skull                            |
| Tom Kenny                | Harry/Stormy Weathers/Barry/Lightning Strikes |

## Prijzen/nominaties
In 2003 werd “Scooby-Doo and the Legend of the Vampire” genomineerd voor een DVDX Award in de categorie “Best Animated Character Performance in a DVD Premiere Movie” (Casey Kasem)

## Trivia
- Dit was de eerste keer sinds de 1972–1973 serie The New Scooby-Doo Movies dat Frank Welker, Casey Kasem, Nicole Jaffe, en Heather North allemaal meewerkten aan een Scooby-Doo project.
- In de film kent Mystery Inc. de Hex Girls al, wat suggereert dat de film zich afspeelt na Scooby-Doo and the Witch's Ghost. Toch draagt de groep dezelfde kleding die ze in de originele serie droegen en niet die uit de vorige films.
- Deze film maakte in tegenstelling tot de vorige films gebruik van het klassieke Scooby-Doo concept, waarin het monster gewoon een verkleed persoon blijkt te zijn.
- De film is geheel gemaakt in de klassieke Hanna-Barbera-stijl.